# Nyhavn
Nyhavn er et havnekvarter i København, som er et af byens mest besøgte turistmål. Havnen blev udgravet fra 1671 til 1673 af danske soldater og af svenske krigsfanger fra den Anden Karl Gustav-krig som et alternativ til den eksisterende havn. "Nyhavnskanalen" blev indviet af Christian 5. i 1670'erne, men i dag hedder det bare Nyhavn. Seværdige er de over 300 år gamle huse. Det ældste hus er Nyhavn nr. 9 fra 1681. I dag er Nyhavn dækket med fortovscafeer og restauranter, især på den nordøstlige side, solsiden.
I mange år var Nyhavn blandt byens mere skumle kvarterer med sømandsværtshuse og dertil hørende glædespiger. Men i 1980'erne blev området gennemgribende renoveret, og Nyhavn huser i dag en række pænere restauranter, cafeer og barer. Blandt de mest kendte er Nyhavn 17 og Cap Horn.
Digteren H.C. Andersen boede i tre af husene i løbet af tyve år. I 1834 boede han i nr. 20, fra 1848 til 1865 i nr. 67 og fra 1871 og frem til sin død i 1875 i nr. 18.
Nyhavnsbroen mellem Holbergsgade og Toldbodgade blev oprindeligt anlagt i 1874-1875 men blev erstattet af den nuværende klapbro i 1911-1912. Broen deler Nyhavn i en indre del, hvor der nu ligger veteranskibe, og en ydre del.
Mindeankeret for enden af Nyhavn blev opsat i 1951 til minde om de danske søfolk, der omkom under Anden Verdenskrig.
Tæt ved Nyhavn ligger Inderhavnsbroen.